# Land of Promise
『Land of Promise』（ランド オブ プロミス）は、三代目 J SOUL BROTHERS from EXILE TRIBEの通算9枚目のオリジナル・アルバムである。2024年3月27日にrhythm zoneから発売された。

## 概要
- アルバムとしては、2021年発売のベスト・アルバム『BEST BROTHERS/THIS IS JSB』から約2年4か月ぶり、オリジナル・アルバムとしては、前作『RAISE THE FLAG』から約4年ぶり通算9枚目となる。
- 一般流通商品のCD+DVD3枚組・CD+Blu-ray3枚組・CD only、オフィシャルショップ限定商品のMATE盤4種など、全7種をラインナップ。
- LIVE映像は、2023年11月18日から12月23日にわたり、全国4会場10公演で開催した、自身2年ぶり6度目の単独ドーム・ツアー『三代目 J SOUL BROTHERS PRESENTS "JSB LAND"』から、12月の“東京ドーム”公演の模様を収録。後に2024年4月3日にライブ音源がリリースされた[4]。
- MATE盤には、京セラドームで開催された、ファンクラブ会員限定公演の「三代目 J SOUL BROTHERS PRESENTS "JSB LAND" 〜AFTER PARTY〜」の模様を一部収録。

## チャート成績
- 2024年4月8日付のオリコン週間″アルバムランキング″で、初登場1位を獲得した。週間アルバムランキングの首位獲得は、『FUTURE』以来、3作ぶり通算7作目となった[5]。また、自身初の″合算アルバムランキング″1位も獲得した[6]。
- Billboard JAPAN週間アルバム・セールス・チャート″Top Albums Sales″や[7]、″Hot Albums″でも首位を獲得した。
- Billboard JAPANとオリコンのランキングで、計4冠を達成した[8]。

## 収録曲

### CD

#### DISC-01
1. Awakening Light [3:29]
作詞：Riona・Chris Hope、作曲：Karrinator・Cgris Hope
2. REPLAY [3:20]
作詞：ZERO、作曲：Matt Ermine
  - KADOKAWA映画『貞子DX』主題歌
3. STARS [3:38]
作詞：sty、作曲：Dirty Orange・sty
  - 日本テレビ系『それって!?実際どうなの課』2月エンディングテーマ
4. VII CROWNS [3:55]
作詞：ZERO、作曲：RICO GREENE・CHRIS HOPE
5. Hand in Hand [3:41]
作詞：今市隆二、作曲：FAST LANE
  - 愛知トヨタ企業キャンペーンソング
6. この宇宙の片隅で [4:07]
作詞：ØMI・UTA・SUNNY BOY、作曲：UTA
  - ライブフィルム『JSB3 LIVE FILM / RISING SOUND』主題歌

### DVD/Blu-ray

#### DISC-02
［Music Video］
1. STARS
2. この宇宙の片隅で
3. Awakening Light Live Performance from JSB LAND

#### DISC-03
［LIVE］
- 三代目 J SOUL BROTHERS PRESENTS "JSB LAND"

1. Awakening Light
2. J.S.B. DREAM
3. J.S.B. LOVE
4. CHAIN BREAKER
5. TUXEDO
6. NEOTOKYO
7. O.R.I.O.N.
8. Waking Me Up
9. R.Y.U.S.E.I.
10. Rat-tat-tat
11. FIGHTERS
12. 要!
13. Share The Love
14. Only One For Me
15. Powder Snow ～永遠に終わらない冬～
16. 東京
17. Best Friend's Girl
18. 花火
19. SCARLET
20. LET'S PARTY
21. Summer Madness feat. Afrojack
22. X-RAY
23. Feel So Alive
24. Angel
25. DIAMOND SUNSET
26. STARS
27. RAINBOW
28. Performer 曲
29. 24karats type JSB
30. 24karats STAY GOLD
31. 24karats TRIBE OF GOLD
32. starting over 〜one world〜

#### DISC-04
- LIVE DOCUMENTARY [10:41]
- 三代目 J SOUL BROTHERS PRESENTS "JSB LAND" ～AFTER PARTY～
  - オフィシャルショップ限定商品のMATE盤4種のみに一部収録